# 마상린
마상린(중국어 간체자: 马祥麟, 정체자: 馬祥麟, 병음: Mǎ Xiánglín)은 명나라의 장군으로, 제29대 석주토사이다.

## 생애
마상린은 만력 24년(1596년) 석주에서 마천승과 진양옥 사이의 아들로 태어났다. 아버지인 마천승은 만력 27년(1599년)에 양응룡의 난이 일어나자 백간병을 이끌고 관군과 합세해 반군들을 진압하는 등 큰 공을 세웠으나, 만력 38년(1610년)에 누명을 쓰고 옥에 갇혀 풀려났다가 풀려난 후 만력 40년(1612년) 홧병으로 사망하였으며, 당시 마상린의 나이가 어렸기 때문에 그의 어머니인 진양옥이 어린 그를 대신해 석주토사직을 계승하여 제28대 석주토사가 되었다.
태창 치세(1620년 8월 28일 ~ 1621년 1월 21일) 동안 그는 당시 후금의 공격을 받고 있던 요동을 지원하기 위해 어머니를 따라 함께 출정했다. 천계 원년(1621년) 급보를 받은 마상린과 그의 어머니인 진양옥은 급히 백간병 3000명을 이끌고 밤낮을 걸쳐 산해관으로 향했으며, 이후 마상린은 후금군과의 전투를 벌이던 도중 눈에 화살을 맞았지만 고통을 참으며 화살을 빼낸 후 말을 재촉해 계속 돌진하여 적들을 물리쳤다. 전투 후, 그는 "조자룡" 또는 "우마초"라는 이명을 얻었고 황제는 그를 차기 석주토사로 임명하였다. 얼마 지나지 않아 사숭명이 사천성에서 반란을 일으키자 마상린은 어머니를 따라 반란 진압에 참여했으며 문저를 함락하는데 중요한 역할을 하였다.
숭정 3년(1630년) 후금군이 산해관을 우회하여 북경 근교까지 도달하는 기사의 변이 일어나며 명 조정에서 근왕령을 내리자 마상린은 어머니를 따라 북경으로 갔으며, 마상린과 그의 아내인 마봉의는 대릉하성에 병사들을 주둔시켰다. 숭정 6년(1633년)에 진양옥은 사숭명 일당의 잔재를 없애기 위해 사천으로 귀환하였지만, 마상린과 마봉의는 조정의 명을 받아 계속 수도에 주둔하였다. 이후 하북성에서 하남성에 걸쳐 왕자윤과 왕자용의 반군이 준동하자 마상린과 마봉의는 반군을 진압하기 위해 두 경로로 나뉘어 이들을 추격하며 헤어졌으며, 마봉의는 양양현 부근의 하자찬을 지나던 도중 매복에 걸려 적 복병들과 싸우다 전사하였고 마상린 또한 적들의 군세를 이겨내지 못해 남쪽으로 후퇴하였다. 이후 숭정 7년(1634년)에 귀주에 진입한 장헌충의 반군에게 포위되었으나 진양옥이 이끄는 지원군이 도착하며 구조되었다.
숭정 13년(1640년)에 상린과 그의 어머니는 천도에서 나여재의 반군을 무찔러 적병 8,000명을 참수하고 전리품으로 수많은 당나귀와 말을 획득하였다.
숭정 15년(1642년) 마상린은 서부 반군에 맞서 양양현을 방어하던 도중에 도시가 함락되어 패사하였는데, 명사에 따르면 그는 죽기 전에 어머니인 진양옥에게 "나는 샹양과 함께 죽기로 맹세하고, 모든 사람의 안전을 생각하는 대인이 되기를 바란다."라는 내용의 편지를 보냈으며, 진양옥은 이 편지를 읽고 "좋구나, 좋아! 역시 내 아들이야!"라는 내용의 답장을 보냈다고 한다.

## 참고 문헌
- 장정옥 (1739). 《명사》.
- 고성 (1997). 《남명사》.
- 《마씨가보·십이세상린공전》.